# Евагрий (архиепископ Константинопольский)
Архиепи́скоп Ева́грий (иначе Эва́грий греч. Εὐάγριος, лат. Evagrius, ум. ок. 380) — архиепископ Константинопольский в течение кратких периодов в начале 370, и, возможно, в конце 380 года. Святой единой церкви, память 6 марта.

## Биография
О Евагрии мало что известно. В 370 году на вакантную после смерти Евдоксия архиепископскую кафедру арианская община избрала Демофила; кафолики же выдвинули Евагрия в качестве своего претендента, которого и рукоположил на архиепископство Евстафий, изгнанный архиепископ Антиохийский, тайно проживавший в Константинополе.
Избрание Евагрия послужило поводом для народных волнений, спровоцированных арианами. Несколько месяцев спустя, находившийся в это время в Маркианополе (или в Никомедии) император Валент II, узнав о хиротонии Евагрия, а также желая прекратить религиозные беспорядки, немедленно отправил солдат в Константинополь с указанием выслать Евстафия в Визию (по другим данным, в Кизик), а Евагрия изгнать из столицы; церковь же Валент II передал Демофилу.
Евагрий оставался в изгнании вплоть до своей смерти. Некоторые источники утверждают, что Евагрий был избран вторично в конце 380 года, после изгнания Демофила императором Феодосием I Великим.